# Cord Bote
Cord Bote (auch: Conrad oder Konrad, Bothe, latinisiert Botho; * vor 1475 in Wernigerode; † um 1501 in Braunschweig) war ein Goldschmied, der als möglicher Verfasser einer Chronik über die sächsischen Fürsten angesehen wird, die als  Cronecken der Sassen bezeichnet wird.

## Leben
Bote war eines von drei Kindern von Cord Bote dem Älteren und seiner Frau Jutte, die in Wernigerode ein Haus besaßen. Seine Brüder waren Johann und Jakob Bote. Nachweislich lebte er von 1475 bis 1501 in Braunschweig, wo er 1485 zum Bürger wurde. Er gilt als Verfasser einer Chronik die von der Erschaffung der Welt bis zum Jahre 1489 reicht. Sie wird aufgrund der zahlreichen farbigen Bilder und Wappen auch als „Niedersächsische Bilderchronik“ oder „Cronicon picturatum“ bezeichnet. Es ist nicht nachgewiesen, ob er oder sein Verwandter Hermann Bote als Chronist des wahrscheinlich in den Jahren 1489 bis 1491 entstandenen Werkes angesehen werden können, da der Verfasser anonym blieb. Dieses Werk gilt als Quelle weiterer Schriften wie beispielsweise der Saxonia von Albert Krantz, eine Chronik von Hans Geismar aus Goslar, der Sächsischen Chronica des Cyriacus Spangenberg. Weitere Formen sind eine Übersetzung ins Hochdeutsche durch den Magdeburger Pfarrer Johannes Pomarius oder die Edition von Gottfried Wilhelm Leibniz in seinen Scriptores rerum Brunsvicensium.

## Ausgaben
- Cronecken der Sassen. Peter Schöffer, Mainz 1492. (online im Münchener Digitalisierungszentrum oder in der Herzog August Bibliothek Wolfenbüttel).
- Chronicon Brunsvicensium Picturatum ed. Gottfried Wilhelm Leibniz, in: Scriptores rerum Brunsvicensium. Band 3, S. 277–423 (Digitalisat).

## Bearbeitungen
- Albert Krantz: Saxonia. Köln 1520, OCLC 43090544.
- Conrad Botho, Johann Pomarius, Siegfried Saccus: Chronica der Sachsen und Nidersachsen von anbeginn der Welt bis anhero. … Bis auff diese zeit continuiret … Durch M. Johannem Pomarium … Mit einer Vorrede D. Sigfridi Sacci. Zacharias Krafft, Wittenberg 1588, OCLC 795144163.
- Conrad Bote, Johann Baumgart: Chronica der Sachsen und Nidersachsen in welchem fleissig beschrieben wird, was sich von anbeginn der Welt bis anhero … zugetragen … mit …; Figuren gezieret … bis auff diese zeit Continuiret … verfasset und beschrieben. Johann Francken, Magdeburg 1589, OCLC 724078878.
- Cyriacus Spangenberg: Sächsische Chronica. Frankfurt a. M. 1585, OCLC 165859580 (online).